# Кіранго Ба
Кіранго Ба (*д/н–1848) — 8-й фаама (володар) імперії Сегу в 1840—1848 роках.

## Життєпис
Походив з династії Нголосі. Син фаами Монсона Діарри. 1840 року після смерті брата Тіфоло Діарра успадкував владу. Невдовзі придушив повстання проти себе. Йому довелося продовжити боротьбу проти імперії Масина, альмамі (імами) яких намагалися підкорити увесь регіон. 
1845 року остаточно втратив весь регіон Мопті, а 1846 року його союзники-туареги здали Тімбукту. Ймовірно загинув під час війни з імперією Масина 1848 року. Йому спадкував брат Наленкома.